# Shawn Taggart
Shawn Larell Taggart (Richmond, Virginia, 26 de marzo de 1985) es un jugador de baloncesto profesional de nacionalidad estadounidense.
Mide 2,08 centímetros, con una envergadura de 2,15 centímetros y ocupa la posición de pívot.

## Biografía
Inició su carrera en la NCAA jugando su primer año como universitario formando parte de la Universidad de Iowa State. De ahí se marchó a la Universidad de Memphis donde jugó 3 temporadas. En su último año en Memphis se hizo un hueco en el quinteto titular de los Tigers finalizando la temporada con unos números de 10.4 puntos y 7,6 rebotes por partido y llegando a disputar la final four de la NCAA de aquel año, competición de la que su universidad finalmente resultó subcampeona.
Tras no salir elegido en el draft, para la temporada 2009/10 decide dar el salto a Europa y ficha por el Ironi Nahariya de la liga israelí donde se convierte en uno de sus jugadores más destacados promediando 14,9 puntos y 7,1 rebotes hasta que debido a los problemas que tiene para cobrar su sueldo decide abandonar el club para fichar a finales de enero de 2010 por el Cáceres 2016 de la LEB Oro española en sustitución de su compatriota Ira Newble.
Una vez finalizada la temporada LEB Oro con el Cáceres en la que firmó unas medias de 10 puntos y 6 rebotes, a mediados de 2010 firmó con el Iron Jiyuan Iron and Steel de la liga china donde  promedió 30 puntos y 12 rebotes por partido.
Comenzada la temporada 2010/2011 regresa a España para volver a jugar la liga LEB Oro tras llegar a un acuerdo con el CB Murcia para sustituir temporalmente a su compatriota Taj Gray. En Murcia permaneció durante dos meses y medios en los que promedió 6,8 puntos y 3,8 rebotes en 9 partidos disputados.